# Gabriel de Champeaux de La Boulaye
 (avril 2015).
Denis Marie Gabriel de Champeaux la Boulaye (Hyères, 3 juillet 1893 – Autun, 11 août 1967), est un militaire et mathématicien français.

## Biographie

### Famille
Né à Hyères, dans le Var, il est le fils de Denis Marie Charles de Champeaux de la Boulaye et de Marie-Antoinette Alice Charlotte Abord-Sibuet.
Il se marie à Paris le 24 novembre 1926 avec Jacqueline Louise Marie Pierrette Ferry. De cette union naît quatre fils et une fille. Divorcé le 12 juin 1940, il se remarie à Paris le 6 janvier 1949 avec Marie-Anne Foucaud Saint-Romain. De cette deuxième union naît un fils Denys.
Les Champeaux (de) la Boulaye, originaires de Bourgogne, font partie des familles subsistantes de la noblesse française sur preuves d'une charge de secrétaire du roi (1691-1693). Ils sont inscrits à l'ANF depuis 1939. Ils sont enracinés dans le Morvan, entre Autun et Semur en Auxois. Ils résident toujours au château de La Boulaye à La Petite Verrière. Leur ancêtre, Denis de Champeaux de La Boulaye (1661-1739) est le premier auteur recensé de la famille. 
Sur le plan historique, on peut citer son ancêtre, Jean-Baptiste de Champeaux de la Boulaye, condisciple du jeune Napoléon Bonaparte au collège d'Autun. Il fut son ami et son correspondant pendant sa brève présence au collège et il le reçut au château de Thoisy-le-Désert pendant les vacances de Pâques 1779, avant son entrée à Brienne. Il fit ses adieux émus à Napoléon pendant la campagne de France sur le terrain de Brienne en janvier 1814.

### Études
Il est élève du collège Stanislas de Paris, puis élève du lycée Janson de Sailly et fait Mathématiques spéciales.

### Carrière militaire
Le 10 août 1914, il est mobilisé au 48e régiment d'artillerie de Dijon.
Il devient sous-officier le 11 février 1915 et est affecté au 1er régiment d'artillerie.
Blessé en septembre 1915, il intègre l'École militaire à Fontainebleau le 15 novembre 1915.
Il en sort sous-lieutenant à titre temporaire le 1er février 1916.
Le sous-lieutenant Champeaux la Boulaye est cité à l'ordre de l'armée :

« Officier plein d'entrain, très crâne, qui a obtenu des résultats remarquables avec sa section de 240 de tranchée en position dans un secteur très dangereux où elle a perdu le tiers de son effectif en trois semaines. Le 20 juillet 1916, sous un violent bombardement, qui a bouleversé presque entièrement l'installation de ses repères, a continué à régler ses tirs avec beaucoup d'habileté et à réussir à détruire les organisations ennemies. »

— Ordre de l'armée no 383 du 30 août 1916.
Le 1er mai 1917, il est promu lieutenant.
Du 30 août 1923 au 22 septembre 1925, il fait la campagne du Rif au Maroc.
Il est promu capitaine le 25 juin 1931.
Pendant la Seconde Guerre mondiale, il entre en Résistance[réf. nécessaire].
Chevalier de la Légion d’honneur à titre militaire depuis 1932, il est promu officier de l'ordre le 29 décembre 1959.

### Carrière scientifique
Il travaille sur des démonstrations du théorème de Fermat[Lequel ?] ; il en sort une publication en 1933.
Il travaille aussi sur les agglomérats (concentrations de sphères égales).
À titre scientifique, il est membre de plusieurs sociétés savantes : l'Association Française pour l'Avènement des Sciences (membre à vie), la Société mathématique de France, l'Institut Henri-Poincaré et le Cercle de physique Alexandre-Dufour.

## Armoiries
- (de) Champeaux de la Boulaye: d'azur au cœur d'argent, accompagné de trois étoiles d'or.
- Devise: Huc Pax Mea (anagramme de Champeaux).

## Décorations
- Officier de la Légion d'honneur (décret du 29 décembre 1959)
- Croix de guerre 1914–1918, palme de bronze (une citation à l'ordre de l'armée, une citation à l'ordre du corps d'armée, deux citations à l'ordre de la division, une citation à l'ordre du régiment)
- Médaille interalliée de la Victoire
- Médaille commémorative de la guerre 1914–1918
- Médaille coloniale (agrafe Maroc 1925)
- Insigne des blessés militaires

## Sources
- Collectif, Nouveau dictionnaire national des contemporains., Éditions du nouveau dictionnaire national des contemporains, Paris 1966, Bibliothèque Nationale de France (catalogue général), notice bibliographique, notice n° : FRBNF33118753, pages 107 et 108 du dictionnaire.
- Harold de Fontenay, Armorial de la ville d'Autun, Dejussieu, Autun 1868, page 87.